# Varmahlíð
Varmahlíð est une localité islandaise de la municipalité de Skagafjörður située au nord de l'île, dans la région de Norðurland vestra. En 2011, le village comptait 137 habitants.